# Józef Kajetan Bierzyński
Józef Kajetan Wiktor Bierzyński herbu Ślepowron (ur. w 1746, zm. po 1805) – pisarz ziemski żytomierski (1768) i podkomorzy żytomierski (1783), podstoli owrucki (1779), podkomorzy kijowski (1790), poseł na Sejm Czteroletni z województwa kijowskiego (1788–1792), kawaler Orderu Świętego Stanisława (1784–1789) i Orderu Orła Białego (1791) .

## Życie rodzinne
Był synem Felicjana Pawła Bierzyńskiego, podkomorzego żytomierskiego, i Teresy z domu Pawszy. Ożenił się z Marią Zaleską h. Prawdzic, z którą miał przynajmniej troje dzieci: Świętosława (1796–?), kawalera Zakonu Maltańskiego (1817), Józefinę (?–1853) zamężną Turkułł, i Konstancję (1805–?) zamężną Zaleską .
Poseł na sejm 1784 roku z województwa kijowskiego.